# Otto-Guillaume de Burgundia
Otto-Guillaume (n. 958 d.Hr. – d. 21 septembrie 1026, Dijon, Franța) a fost conte de Mâcon, de Nevers și de Burgundia. 

## Viața
Otto-Guillaume a fost fiul margrafului Adalbert de Ivrea, devenit apoi rege al Italiei, și Gerberga de Mâcon. Prin mama sa a obținut ceea ce avea să devină Comitatul liber de Burgundia din jurul orașului Dole în 982. Otto a mai moștenit și Ducatul Burgundia de pe malul celălalt al râului Saône în 1002 de la tatăl său vitreg Otto Henric "cel Mare". Ducatul corespundea la acea vreme diocezei de Besançon din Sfântul Imperiu Roman. Către 990 Otto-Guillaume a devenit și conte de Nevers. El a mai fost, de asemenea, și conte de Mâcon în Franța. Fiind el însuși fiu de rege, nu a fost nevoie ca Otto să caute de soție o viță regală. Prin 975—980, s-a căsătorit cu Ermentruda de Roucy, a cărei bunică pe linie maternă, Gerberga de Saxonia era una dintre surorile împăratului Otto I "cel Mare", prin această alianță matrimponială realizându-se o legătură de consanguinitate între regii Franței, Germaniei, Burgundiei și dinastia Carolingiană. Chiar și nevestele fiilor săi, deși provenind din mari familii, își aveau originea în regiuni îndepartate ale Franței.
Burgundia avea să fie anexată coroanei Franței de către regele Robert al II-lea în 1004. Hotărât să fie conducător suveran al posesiunilor sale, Otto s-a răsculat împotriva împăratului Henric al II-lea în 1016. Acest lucru se petrecea după ce Rudolf al III-lea de Burgundia, ultimul rege al acestui regat, prestase omagiu față de Henric la Strasbourg, făcându-l protectorul și moștenitorul său. La moartea lui Otto, comitatul liber a căzut sub suzeranitea Imperiului german. Otto-Guillaume a murit în 1026

## Căsătorie și urmași

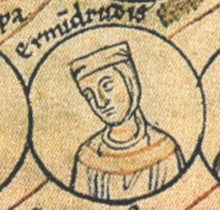
Prima soție a lui Otto-Guillaume, Ermentruda

Prima soție a lui Otto-Guillaume a fost Ermentruda, fiica contelui Renaud de Roucy.
Cu aceasta, el a avut doi fii și trei fiice:
- Guy (n. cca. 975—d. 1006), care a fost asociat drept conte de Mâcon din 995;[4] căsătorit cu Aelida.
- Matilda, căsătorită cu contele Landri de Nevers.[4]
- Gerberga, căsătorită cu Guillaume al II-lea, conte de Provence.[4]
- Renaud I de Burgundia (n. cca. 990—d. 1057), conte de Burgundia, căsătorit cu Adelaida (Iudith) de Normandia.[4]
- Agnes, căsătorită mai întâi cu ducele Guillaume al V-lea de Aquitaine, iar ulterior cu contele Geoffroi al II-lea de Anjou.[4]

Otto s-a căsătorit apoi, către sfârșitul vieții, cu cea care era deja de patru ori văduvă, Adelaide-Bianca de Anjou, cu care nu a avut copii.